# Nuttallielloidea
Super-famille
Synonymes
- Nuttalliena

Les Nuttallielloidea (syn. Nuttalliena; nom dérivé de celui de l’entomologiste Nuttall) sont une des trois super-familles de tiques (ou Ixodida), avec les Ixodoidea et les Argasoidea.

## Composition
Cette super-famille ne comporte qu’une seule famille, les Nuttalliellidae.

## Publication originale
- P. Schulze. "Zur vergleichenden Anatomie der Zecken". Zeitschrift für Morphologie und Ökologie der Tiere 1935 (May) ; 30 (1) : 1–40. Preview